# Polla Gol
Polla Gol es un juego de apuestas (similar al Ganagol) derivado de la Quiniela española, creado por el Estado de Chile el 23 de diciembre de 1975 y lanzado oficialmente el 4 de abril de 1976, para reunir dineros para fomentar la actividad deportiva en el país.

## Historia
El 23 de diciembre de 1975 fue publicado en el Diario Oficial de la República de Chile el Decreto Ley Nº 1.298 del Ministerio de Hacienda, que creó este sistema de pronósticos deportivos que fue lanzado el 4 de abril de 1976 con el concurso número uno, aunque hubo un concurso promocional número 0 la semana anterior. Su finalidad declarada era entregar fondos a la Dirección General de Deportes y Recreación (DIGEDER) (hoy Instituto Nacional de Deporte), los cuales se transformarían en recintos deportivos y financiamiento de deportistas.
Se hizo famoso en los años 1970 Roberto Jacob Helo, apodado "El Mago de la Polla Gol", por la gran cantidad de veces que se le atribuyó haber ganado este juego. Uno de los primeros ganadores del premio mayor en la Polla Gol fue el carpintero José Reinaldo Cárdenas Miranda, acreedor de 5,5 millones de pesos en septiembre de 1976, y que perdió el dinero en el escándalo de la Cooperativa La Familia.
El sistema consiste en acertarle la combinación de ganadores locales, visitas o empates entre 13 partidos de fútbol. Comúnmente, 10 eran de equipos de Primera División y tres de Segunda División (actualmente denominada Primera B). A veces se podían usar partidos de ligas extranjeras. En 1984 se incluía partidos de Cuarta División y en 1987, se incluyeron partidos de Tercera División.
La principal particularidad que tenía el sistema era su transparencia, ya que todos podían ver los partidos y juegos y era difícil hacer arreglos extralegales. Cuando un partido no se podía jugar por razones climáticas como la lluvia, por la noche se resolvía por sorteo la cartilla ganadora para completar el concurso. En Chile pronto se hizo popular este juego, teniendo amplia cobertura de prensa sus ganadores.
En 1986, tras un reportaje del programa Informe especial, se descubrió que los árbitros Víctor Ojeda, Alfredo Reginato y Alberto Martínez, jugaron varias veces cartillas en la Polla Gol, en la cual arreglaban los resultados de los partidos con la finalidad de ganar el premio máximo. El escándalo de la Polla Gol finalizó sin condenados.